# Jordan Augier
Jordan Augier, född 14 november 1994, är en luciansk simmare.
Augier tävlade för Saint Lucia vid olympiska sommarspelen 2016 i Rio de Janeiro, där han blev utslagen i försöksheatet på 50 meter frisim.